# 浅沼稲次郎暗殺事件
浅沼稲次郎暗殺事件（あさぬまいねじろうあんさつじけん）は、1960年（昭和35年）10月12日（水曜日）に東京都千代田区の日比谷公会堂で開催された自民党・社会党・民社党3党首立会での演説中の浅沼稲次郎日本社会党中央執行委員会委員長（日本社会党党首）が17歳の右翼少年・山口二矢に刺殺された事件である。「浅沼社会党委員長暗殺事件」と称されることもある。
事件は少年の狙いの逆効果となり、事件前に日本社会党は党内の反共社会主義である民主社会主義派が民主社会党を創設という党内分裂もあり、議席減が予想されていたが、事件による同情の影響で1960年11月の衆議院総選挙で党首立会の3党のうち民社党のみ議席を減らし敗北した。民社党か社会党どちらが野党第一党となるかを決めた事件であり、日本社会党による野党第一党の地位獲得による55年体制確立の原因となった。

## 事件の経過
近く解散・総選挙が行われる情勢の中で、日比谷公会堂ではこの日、自民党・社会党・民社党3党党首立会演説会「総選挙に臨む我が党の態度」（主催：東京都選挙管理委員会、公明選挙連盟、日本放送協会）が行われていた。会場は2500人の聴衆で埋まり、民社党委員長西尾末広、日本社会党委員長浅沼稲次郎、自由民主党総裁池田勇人の順で登壇し演説することになっていた。
浅沼は午後3時頃演壇に立ち「議会主義の擁護」を訴える演説を始めたが、直後に右翼団体の野次が激しくなり、「中ソの手先、容共社会党を打倒せよ」などと書かれたビラを撒く者も出始めた。司会を務める小林利光（NHKアナウンサー）は「会場が大変騒々しゅうございまして、お話が聞きたい方の耳に届かないと思います。だいたいこの会場の最前列には新聞社関係の方が取材においでになっている訳ですけれども、取材の余地がないほど騒々しゅうございますので、この際、静粛にお話を伺いまして、この後、進めたいと思います」と自制を求めると、場内は拍手が沸き上がり、一瞬野次は収まった。それを見計らって浅沼は自民党の選挙政策についての批判演説を続けた。
浅沼が「選挙の際は、国民に評判の悪い政策は、全部伏せておいて、選挙で多数を占むると……」と言いかけた午後3時5分頃、山口が壇上に駆け昇り、持っていた刃渡り約33センチメートルの脇差様の刃物で浅沼の左脇腹を深く、左胸を浅く突き刺した。浅沼はよろめきながら数歩歩いたのち倒れ、駆けつけた側近に抱きかかえられてただちに病院に直行した。秘書官は浅沼の体を見回し、出血がなかったことから安心したが、それは巨漢ゆえに傷口が脂肪で塞がれたために外出血が見られなかっただけのことであり、実際には一撃目の左脇腹に受けた深さ30センチメートル以上の刺し傷によって背骨前の大動脈が切断されていた。内出血による出血多量によりほぼ即死状態で、近くの日比谷病院に収容された午後3時40分にはすでに死亡していた。山口は現行犯逮捕された。
事件発生直後に大日本愛国党総裁赤尾敏らが壇上に駆け上がり、三党の党首のみに演説させることについて司会者に向かい抗議を始めた。また壇上のマイクで「共産党にもやらせろ」と主張する男も現れ、主催側は休憩にするとして幕を下ろした。会場では「浅沼は病院に担ぎ込まれたが傷は大したことはない」という噂が飛び込み、主催者と各陣営の間で「西尾と浅沼が演説したのに池田ができないのは不公平」「浅沼の演説が中断させられたのに池田が演説するのは不公平」といった議論となった。しかし浅沼が死亡したという新聞社からの未確認情報が首相秘書官に伝えられたこともあり、中止と決まった。その後、日本共産党の機関紙であるアカハタの記者が池田に録音機を差し出して感想を求めたが、池田はノーコメントのまま官邸に戻った。

## 政府・与党の対応
池田の談話として首相首席秘書官と自民党広報委員長がコメントを発表したものの、池田自身は官邸に戻った後に一旦帰宅した。官邸には与党幹部が詰めかけて対応を協議したが、総評の抗議デモが日比谷から官邸に向かってくるという情報があったため、信濃町の池田私邸に移動して引き続き話し合うこととなった。大平正芳官房長官は首相に対して直々の談話発表と責任者の更迭を速やかに行うことを求めたが、池田は軽挙するべきでないという立場を取り、その日は夕方に官房長官が「暴力を根絶する」との政府声明を発表し、保利茂総務会長が与党として会見するにとどまった。翌日、大平が池田を強く説得し、臨時閣議を開いて山崎巌国家公安委員会委員長を更迭することが決まった。公安委員会が警察当局には責任はないと結論付けたため、警察庁長官と警視総監は更迭されなかった。

## 政財界への影響
事件前、総選挙は安保闘争の盛り上がりから一転、池田内閣は所得倍増計画などの経済政策を前面に押し出すことで世間の耳目を集め、迫る選挙戦は自民党の安泰ムードとなっていた。その最中に起こった凶行は、ムードが一変する可能性をもっていた。この日の夕方、早くも東京都内の各所では池田内閣の責任追及の抗議デモが行われるが、総評から大した指令が出てない段階で2万人が集まったことは当時でも異例であった。社会党も池田内閣の総辞職を要求してくるなど、池田内閣は発足以来最初の危機を迎えていた。
池田と極めて親しかった産経新聞の吉村克己記者は浅沼が刺された瞬間をデスクのテレビで見ており、「この事件が政争のネタになったら、まさしく安保闘争の二の舞になる」と危惧し、池田邸を訪れて、数日後に迫る臨時国会を浅沼追悼国会として「池田総理自ら追悼演説をやるのが最良の方策です」と池田に進言。池田はこの進言を受け入れ、10月18日の衆議院本会議で、伊藤昌哉秘書の手による追悼演説を行った。この追悼演説は今日でも名演説として知られている（池田勇人#発言と報道）。追悼演説によって、世論にある程度の納得を与えて、社会党としても上げた手の降ろしどころがなくなった。
この浅沼追悼演説は、初めて政治というものを世論という土俵の上に引き出す切っ掛けになったという点で、戦後社会に大きな意味を投げかけた。仮に池田内閣がそれまでの政権同様、高圧的な手法でこの事件に対応していたら、池田内閣はその時点で潰れていた可能性もあり、世論の反発を入れて追悼演説を行ったことにより、日本に初めて民主主義が根をおろしたとも論じられる。
10月24日、衆議院は解散した。10月31日に行われた池田首相の選挙向け演説は、追悼演説の時とは打って変わって社会党に対して非常に攻撃的なものであった。11月20日投開票された第29回衆議院議員総選挙では、自民党は追加公認込みで300議席と圧勝した。社会党は18議席増の145議席だったが、民社党離反の痛手を埋めるには至らなかった。民社党は23議席減の17議席と惨敗した。そして社会党は、浅沼の追悼ムードが薄れると、構造改革をめぐる党内抗争に突入していった。
また、経団連（旧経済団体連合会）会長で東芝の石坂泰三社長は「暴力行為は決していいものではない。だがインテリジェンスのない右翼の青年がかねて安保闘争などで淺沼氏の行為を苦々しいと思っていて、あのような事件を起こした気持もわからないではない」と山口に同情的な発言をしたため、批判を受けた。経団連は自民党の有力な支援組織であるが、社会党にも少額の献金をしていた。社会党から民社党が分離したことにより、経団連では社会党への献金を中止すべきとする意見が出されていたが、石坂社長の失言で、民社党への献金とは別に社会党への献金も続けることになった。

## 山口の自殺
逮捕後の山口は取調べに対し若年ながら理路整然と受け答えしていたという。事件の3週間後の11月2日夜、東京少年鑑別所の単独室で、白い歯磨き粉を溶いた液で書いた「七生報国　天皇陛下万才」〔ママ〕の文字を監房の壁に残した後にシーツで首を吊って自殺した。
山口の慰霊祭は「烈士山口二矢君国民慰霊祭」として、12月15日午後1時から、事件のあった日比谷公会堂で執り行われた。名士も含め在京右翼のほとんど全員が集まり、約3千人が参加した。
この事件で警視庁は山口のほかに「全アジア反共青年連盟」責任者・吉松法俊（当時32歳）を恐喝容疑で、右翼団体「防共挺身隊」の福田進隊長（当時32歳）を公正証書原本不実記載および強要容疑で、また赤尾敏を威力業務妨害容疑で、それぞれ逮捕した。

## 事件後

### 要人警護手法の見直し
要人警護の不首尾が問題となり、以降は警護の手法が「目立たないように」から「見せる警護」へと改められた。

### 刃物の規制
当時の日本では年々増加する刃物による少年犯罪が問題となっており、本事件が発生した日は偶然にも、総理府の附属機関である中央青少年問題協議会が山梨県甲府市で開催した関東甲信越ブロック会議で、「兇器を持たせない運動」を、全国的な運動として展開することを決議していた。本事件により、刃物類と少年犯罪との関連性が、世間の関心を一層集めることとなった。その後、「刃物を持たない運動」は同年末から1年間に渡って全国的に展開された。

## 報道

### NHK
この立会演説会には、上記に説明したとおり、NHKが共催として参画しており、NHKのラジオ第1放送で生中継されていた。そのため、事件の一部始終はラジオを通じてそのまま同時に日本全国へ放送された。また日本シリーズ第2戦（大洋×大毎戦、川崎球場）中継のため15時45分からの録画中継を予定していたNHK総合テレビも、15時13分に野球中継を急遽中断してテロップ速報を出し、15時21分には事件の生々しい様子を収めた映像を放送した。さらに日本シリーズ試合終了後の15時43分には、臨時ニュースで浅沼の死去が報道された。
その後も犯行の瞬間を捉えた映像が何度も放送された。犯行場面の放送については賛否両論が相次いだ。当時のNHKの佐野弘吉報道局長の話によると、報道映像としての意味を重視して放送に踏み切ったことを語った。この日NHKと民放各局は、通常の番組を変更して報道特別番組を編成した。特別番組ではいずれも民主主義と議会制度を否定する暴力が非難され、暴力の排除が強く訴えられた。
事件はまた、放送そのものにも影響をもたらした。事件以前から指摘されており方針が決まっていたテレビ番組からの暴力場面の追放の動きについても、この事件がきっかけとなって大きく加速していった。
なお、現在昭和史を扱ったドキュメンタリーなどで使われる犯行の瞬間の映像は、当時の慣例で映像をキネレコ方式で転写し保存されているものがよく使われているが、オリジナルのVTR映像もNHKで保存されており、1983年の『テレビ放送開始30周年記念番組』の冒頭で、事件発生数分前からノーカットで放送されたほか、2003年の『放送記念日特集番組』でも放送されている。
また、以前はそのままで放映されていたが近年ではテレビ放映に際して、山口が未成年者であったことからマスコミ各社は氏名を伏せる他、顔の部分を隠す加工が行われることもある。

### 日本人初のピューリッツァー賞受賞
毎日新聞社の長尾靖カメラマンは、山口が浅沼にとどめを刺そうとする瞬間、突かれて眼鏡がずり落ちる浅沼をカメラに装填してあった最後の一枚で撮影し、長尾カメラマンのその写真はUPI通信社を通じて世界各国に配信され、日本人初のピューリッツァー賞（1961年写真部門）や世界報道写真大賞を受賞している。
一水会元代表の鈴木邦男名誉顧問も山口と同じ17歳の時テレビのニュースで事件を知り、そして右翼活動に身を投じるきっかけとなったと語った。